# Unione per la Repubblica (San Marino)
L'Unione per la Repubblica è stato un partito politico sammarinese, a ispirazione cristiana democratica, fondato il 4 marzo 2011.

## Storia
È nato il 4 marzo 2011 dalla confluenza del Movimento dei Democratici di Centro e degli Europopolari per San Marino.
Si è presentato alle elezioni del 2012 nella coalizione Intesa per il Paese, conquistando 5 seggi al Consiglio Grande e Generale.
Il partito ha formato una coalizione con Alleanza popolare per le elezioni sammarinesi del 2016 e, dopo il successo elettorale della coalizione, i due partiti si sono fusi in un nuovo partito, Repubblica Futura.

## Risultati elettorali
| Anno | Voti  | Seggi   |
| ---- | ----- | ------- |
| 2012 | 1 651 | 5 / 60  |
| 2016 | 1 865 | 11 / 60 |